# Кузово
Кузо́во (рос. Кузово, башк. Ҡуҙы) — село у складі Бірського району Башкортостану, Росія. Входить до складу Чишминської сільської ради.
Населення — 444 особи (2010; 440 у 2002).
Національний склад:
- марійці — 83 %